# Cesfront
El Cuerpo Especializado en Seguridad Fronteriza Terrestre (abreviado como Cesfront) es un cuerpo especializado dependiente del Ministerio de Defensa de República Dominicana, que se encarga del control y protección nacional en la frontera de República Dominicana y Haití, fundado mediante el decreto 325, el 8 de agosto de 2006 con sede en Santo Domingo.

## Fundación
El Cesfront entró en operaciones el 26 de septiembre de 2007, mediante la orden general 56 del 6 de agosto de año 2007 del Ministerio de Defensa de República Dominicana. El actual director es el Coronel del Ejército de la República Dominicana, Freddy Soto Thormann.

## Controversias
El 6 de septiembre de 2023, Cesfront mediante el Gobierno de República Dominicana clausuró la frontera con Haití por conflicto del Río Masacre que se está ejecutando en la frontera República Dominicana y Haití.